# صعوبات النطق لدى المصابين بالتصلب المتعدد
يمكن أن يؤدي التصلب المتعدد إلى تلف أعضاء كثيرة في الجسم. ولكن التلف الذي يسببه التصلب المتعدد في الجزء المسئول عن النطق في الدماغ غير شائع في التصلب المتعدد وقد يكون حادًا أو أقل حدة على تلك الأجزاء في الدماغ. بشكل طبيعي، يتم إنتاج الكلام والتحكم به في أجزاء متعددة من الدماغ. في حالة تعرض الأجزاء المقابلة في الدماغ لآفة التصلب المتعدد، فإنها تؤثر مباشرة على نطق المريض المصاب بالتصلب المتعدد.

## تأثيرات آفة التصلب المتعدد على مناطق الكلام في الدماغ
عادة ما يتم استخدام مصطلح «تداخل الكلام» كثيرًا في وصف الكلام المشوه الصادر من مريض التصلب المتعدد. الكلام المتداخل يعني التلعثم، أو الهذيان أو التعثر في النطق. يصبح النطق أسوأ خصوصًا عند انخفاض مستوى سكر الدم أو عند انخفاض الطاقة لدى مريض التصلب المتعدد أو عندما يصبح جائعًا. كما يمكن أن يكون هذا ناتجًا عن الحرارة أو تناول جرعة زائدة من الدواء أيضًا. 
وسيكون تأثيره أكبر حيث تكون نغمة صوت مريض التصلب المتعدد منخفضة أثناء التحدث وتوجد وقفات طويلة بين الجمل تسمى الكلام التفرسي والكلام من خلال الأنف. ويكون مستوى الصوت منخفضًا وعند التحدث يقول بعض أجزاء من الجمل بنبرة منخفضة ويقول أجزاء أخرى منها ببطء وبنبرة صوت منخفضة. يعتبر معدل التنفس المنخفض مشكلة أخرى أثناء قراءة شيء ما أو بعض النصوص. كما يتم نطق الكلمات بنبرة منخفضة خصوصًا عندما يكون مريض التصلب المتعدد مرهقًا أو انخفضت طاقته. 
وتؤدي المشكلات المصاحبة للتركيز الخاصة بتذكر ما كان يتحدث عنه مريض التصلب المتعدد إلى حدوث مشكلات في النطق أيضًا. ويصبح مريض التصلب المتعدد محرجًا من التواجد بين مجموعة من الأشخاص.

## تعريف عسر التصويت
هي كلمة معتادة يستخدمها الطبيب الذي يعالج اللغة والكلام، والمصطلح يعني اضطراب (dys-) الصوت (-phonia). وهو اضطراب في الكلمات وله علاقة بالتنفس أيضًا.

## تعريف عسر التلفظ
له تأثير على نطق الحروف الساكنة. ويحدث نتيجة للإصابات الكبيرة التي يسببها التصلب المتعدد لبعض أجزاء الدماغ المقابلة. تؤثر جميع أنواع عسر التلفظ على نطق الحروف الساكنة، مسببة تلعثم الكلام. في بعض الحالات الحادة جدًا مثل الإصابة بالتصلب المتعدد، قد يصيب الأجزاء المتسببة في نطق الكلمات، ويدمر نطق الحروف المتحركة أيضًا. يختلف الوضوح بشكل كبير اعتمادًا على مدى التلف العصبي الحادث.